# Lorenzo Teves
Lorenzo Guivelondo Teves (Valencia, 29 aprile 1918 – Dumaguete, 17 ottobre 1996) è stato un politico filippino.
Fu membro della Camera dei rappresentanti delle Filippine, per il primo distretto della provincia di Negros Oriental, tra il 1946 ed il 1949 e nuovamente tra il 1953 e 1967. Lo stesso anno fu eletto Senatore, incarico che ricoprì sino al 23 settembre 1972 quando il Presidente Ferdinand Marcos dichiarò la legge marziale. Lo stesso Marcos lo nominò Governatore di Negros Oriental nel 1978, carica per la quale venne eletto l'anno successivo.
Fece parte dell'influente e numerosa famiglia Teves, conosciuta nello scenario politico di Negros Oriental. Suo fratello Herminio e i nipoti Margarito e Pryde Henry sono stati anch'essi componenti del Congresso filippino.

## Biografia
Lorenzo Teves nacque a Valencia, cittadina della provincia di Negros Oriental, primogenito di Francisca Guivelondo e Margarito. Ai tempi l'agiata famiglia era nota localmente per la produzione di zucchero muscovado, iniziata nel lontano 1852 dall'antenato ispanofilippino Vicente Anunsacion Teves. Oltre a Lorenzo dalla coppia nacque Herminio, più giovane di due anni.
Alla fine degli anni trenta si laureò in giurisprudenza presso l'Università Silliman. Più tardi iniziò la propria carriera politica e fu eletto membro della Camera dei rappresentanti delle Filippine per il primo distretto della provincia di Negros Oriental. Ricoprì tale incarico tra il  1946 ed il 1949 e nuovamente tra il 1953 e 1967, prima della sua elezione al Senato delle Filippine. Il 23 settembre 1972 fu rimosso dalla posizione in seguito alla dichiarazione di legge marziale da parte del Presidente Marcos, mentre l'arcipelago era minacciato da un'insurrezione comunista. Rimasto comunque membro del Partito Nazionalista, nel 1978 fu nominato dallo stesso Marcos come Governatore di Negros Oriental. Presentatosi ai ballottaggi dell'anno seguente, fu poi ufficialmente eletto e ricoprì tale incarico sino al 1987, quando la neo-presidente Aquino decise di rinnovare tutte le cariche del Paese.